# Косиор, Владислав Викентьевич
Владисла́в (Влади́мир) Вике́нтьевич Косио́р (также Коссиор; 8 августа 1891 — 30 марта 1938) — российский революционер, партийный деятель, член Революционного военного Совета 12-й армии, главный редактор газеты «Труд».

## Биография
Владислав Косиор, более известный как Владимир, родился в г. Венгров Седлецкой губернии Варшавского воеводства в крестьянской семье. У его отца, Викентия Яновича Косиора, кроме Владислава, было четыре сына — Станислав (1889—1939), Иосиф (1893—1937), Казимир (1896—1938) и Михаил — и дочь Софья. В 1897 году семья переселилась на Донбасс, г. Сулин (ныне г. Красный Сулин, Ростовской области).
В 12 лет Владислав был принят курьером в контору Сулинского металлургического завода.
В декабре 1905 вместе с семьей переселился в Алчевск. Принимал активное участие в событиях первой русской революции. В 1906 году первым из братьев стал членом сулинской, затем алчевской организации РСДРП; вёл революционную работу на Донбассе, в Харькове, Киеве, Петрограде, Москве.
Принимал участие в двух экономических и в одной политической стачках, в трёх уличных политических демонстрациях, в 15—20 подпольных кружках, десятки раз в нелегальных массовках и митингах; неоднократно арестовывался и в общей сложности провёл в тюрьме около 5 лет, в ссылке — 2 года 6 месяцев.
Впервые был задержан полицией в декабре 1906 в Сулине за распространение прокламаций Новочеркасского комитета РСДРП «Ко всем гражданам», которая призывала к свержению царского самодержавия.
После Февральской революции 1917 был членом Петроградского комитета РСДРП.
Во время Гражданской войны в 1920 году состоял членом Революционного военного Совета 12-й армии и заместителем начальника политотдела 14-й армии.
В 1919 году — инструктор московского союза металлистов, затем секретарь ЦК союза металлистов. В 1920—1922 годах — председатель Всеукраинского совета профсоюзов, член президиума ВЦСПС.
В 1921 году — член ВЦИК. В 1922—1924 годах был главным редактором газеты «Труд», членом президиума Центрального института труда. Делегат VIII (1919), IX (1920), XI (1922), XII (1923) съездов партии.
В 1921 году Владимир Косиор был членом группы «демократического централизма», самораспустившейся после X съезда РКП(б). Выступая в прениях на XII съезде РКП(б), Косиор говорил о том, что резолюция «О единстве партии», запретившая фракции и группировки, принималась X съездом в чрезвычайных условиях, но стала в руках ЦК, его руководящей группы, «исключительным законом», возведённым в систему управления партией; большинство Политбюро, проводящее «групповую политику», прежде всего в кадровых вопросах, создало такую обстановку, когда любая критика в адрес ЦК трактуется как фракционность.
С 1923 года принадлежал к Левой оппозиции, подписал «Заявление 46-ти». За принадлежность к оппозиции был отстранён от редактирования газеты «Труд»;
В 1925—1926 годах — представитель Внешторгбанка в Париже.
В мае 1928 года за принадлежность к оппозиции В. Косиор был исключён из ВКП(б) и выслан в Автономную республику немцев Поволжья, в г. Покровск (ныне Энгельс). Продолжал борьбу и в ссылке, за что был осуждён сначала на 3 года политизолятора, а затем на 5 лет и ссылки в Сибирь.
Проживал в Минусинске Минусинского района Красноярского края.
10 июля 1936 года был приговорён ОСО НКВД СССР к 5 годам исправительно-трудовых лагерей.
Наказание отбывал в Ухтпечлаге НКВД (в Воркуте), где, в частности, участвовал в голодовке политзаключённых. Арестован 10 декабря 1937 года и приговорён тройкой при Управлении НКВД Архангельской области 11 января 1938 года по статье 58-10 УК РСФСР к высшей мере наказания.
Вместе с другими оппозиционерами был расстрелян 30 марта 1938 года и похоронен в городе Воркута.